# Nils Strinning
Nils Erik "Nisse" Strinning, före 1928 Larsson, född 8 december 1917 i Gudmundrå församling i Kramfors, död 10 maj 2006 i Saltsjöbadens församling, var en svensk arkitekt och formgivare. Han var gift med Kajsa Strinning, även hon formgivare.
Nisse Strinning blev främst berömd genom bokhyllesystemet Stringhyllan som han skapade tillsammans med sin hustru 1949 för en tävling initierad av Bonniers folkbibliotek.

## Biografi
På 1940-talet läste han arkitektur på Kungliga Tekniska högskolan i Stockholm. Redan som student ritade han ett diskställ som bestod av plastöverdragna metalltrådar. Diskstället, som salufördes av det nyligen grundade Elfa AB och döptes till just Elfa, blev mycket populärt och var sedan utgångspunkt när makarna skapade den berömda Stringhyllan.
År 1952 bildade han de två företagen String Design AB och Swedish Design AB. Tillsammans med sin maka formgav han många plastföremål under 1960- och 1970-talen.
Strinning arbetade mycket med Grythyttan stålmöbler under flera år och med flera olika möbelmodeller. En av de mer populära stolarna som han designade till Grythyttan stålmöbler hette High-Tech. Den är helt gjord i metall och tillverkas än idag. Strinning är representerad vid bland annat Nationalmuseum i Stockholm.
År 2005 gjorde han sitt sista bidrag till den svenska designfloran då han ritade String Pocket, en mindre variant av Stringhyllan. Nils Strinning är gravsatt på Skogsö kyrkogård.

## Priser och utställningar
(utdrag) 

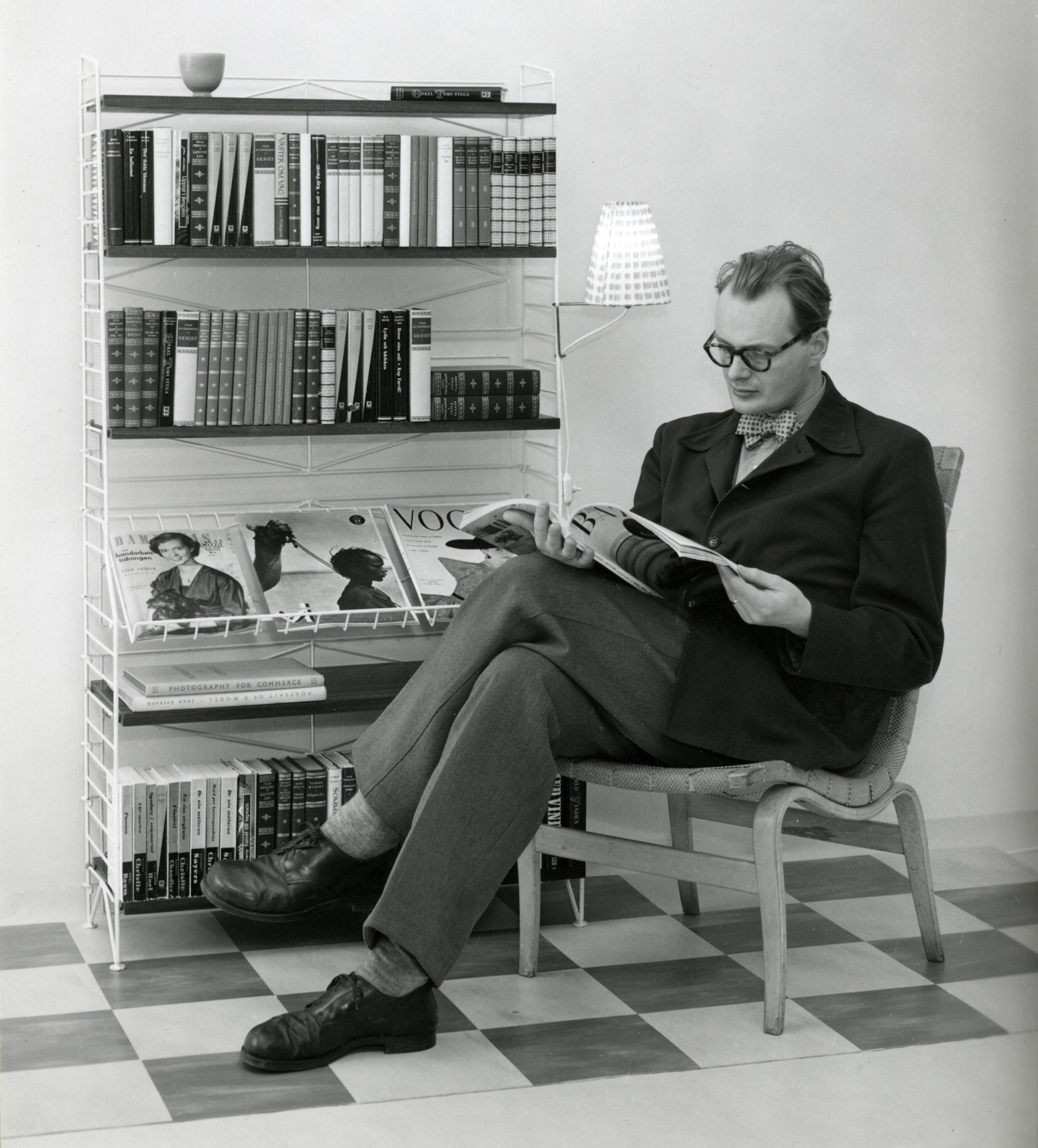
Strinning framför en variant av Stringhyllan, 50-60-talet

- 1949: vinnare av Bonniers bokhyllstävling.
- 1954: tilldelad guldmedaljen, Milanotriennalen.
- 1954: utställning “Design in Scandinavia”, USA.
- 1955: utställning “h55”, Helsingborg.
- 1993 & 1999: tilldelad “Utmärkt Svensk Form” av Svensk form.
- 1999: Nisse Strinning tilldelad klassikerpriset av Svensk form.
- 2004–2006: utställning “Scandinavian design beyond the myth”; Berlin, Milano, Gent, Prag, Budapest, Riga, Glasgow, Köpenhamn, Göteborg, Oslo.
- 2005: utställning ”h05/allrum”, Helsingborg.
- 2006: exhibition ”h05/allrum” stadshuset Paris.
- 2006: utställning ”Stars & stripes mixed with yellow & blue”, svenska ambassaden, Washington D.C. USA.
- 2010: "Swedish love stories", Superstudio piú, Milano

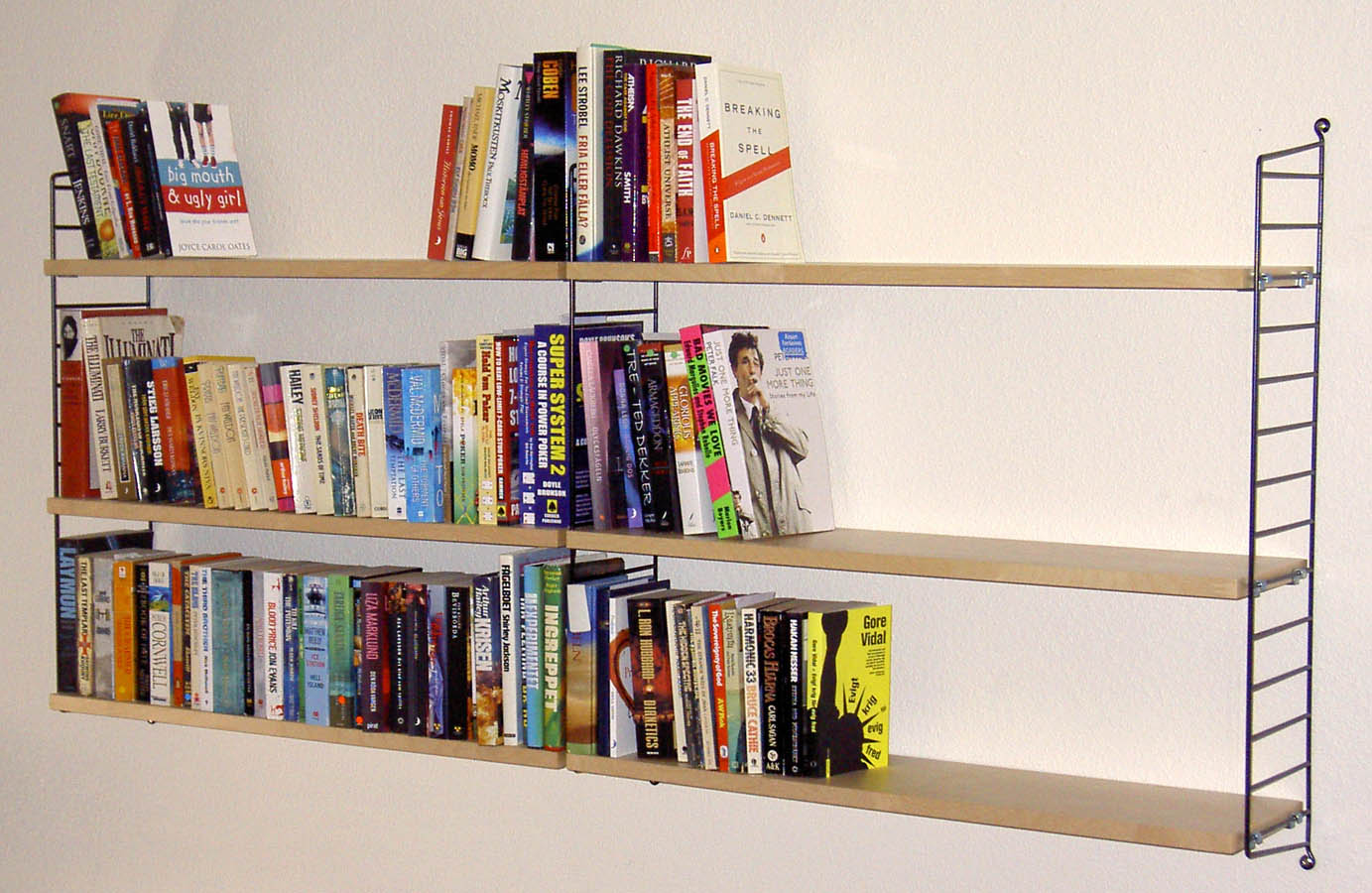
Stringhyllan